# Heinrich Christoph Wilhelm Sigwart

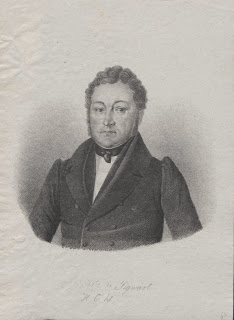
Heinrich Christoph Wilhelm Sigwart

Heinrich Christoph Wilhelm von Sigwart von Sigwart (Neustetten, 31 agosto 1789 – Stoccarda, 16 settembre 1844) è stato un filosofo e logico tedesco.

## Biografia
Sigwart nacque in una famiglia composta da filosofi, teologi e medici provenienti fa Remmingsheim in Württemberg. Dal 1813 servì come ripetente a Tübinger Stifte e conseguì la professione presso l'Università di Tubinga nel 1816. Diventò professore di filosofia a Tubinga nel 1818 e scrisse numerosi libri sulla storia della filosofia.
Era il padre di Christoph von Sigwart (28 marzo 1830 - 4 agosto 1904), che era anche egli filosofo e logico.

## Opere
- Über den Zusammenhang des Spinozismus mit der Cartesianischen Philosophie (1816). Google (UMich)
- Handbuch zu Vorlesungen über die Logik (1818; 3rd edizione, 1835). Google (UCal) Google (UMich)
- Handbuch der theoretischen Philosophie (1820).
- Die Leibnizsche Lehre von der prästabilierten Harmonie (1822). Google (Harvard) Google (UMich)
- Grundzüge der Anthropologie (1827).
- De historia logicae inter Graecos usque ad Socratem commentatio (1832).
- Der Spinozismus: historisch und philosophisch erläutert (1839). Google (Harvard) Google (UCal)
- Die Propädeutik der Geschichte der Philosophie (1840).
- Vergleichung der Rechts- und Staatstheorien des B. Spinoza und des Th. Hobbes (1842). Google (Harvard)
- Geschichte der Philosophie (3 volumi, 1844).